# Bu-Bum! La strada verso casa
Bu-Bum! La strada verso casa è un cartone animato ideato da Maurizio Forestieri, Giovanni Di Gregorio e Francesco Artibani e realizzato dallo studio di animazione Graphilm in collaborazione con Rai Fiction. È stato trasmesso in Italia da Rai Gulp dal 1º al 26 luglio 2016. Le vicende di ogni episodio sono narrate da Bruno Alessandro.

## Trama
Il cartone animato racconta le avventure di un gruppo di animali e di un bambino, Bu-Bum nell'Italia centrale del 1944. La squadra cerca di trovare i genitori del bambino, che egli ha perso in seguito ad un attacco aereo al camion dove si trovava la famiglia. Gli animali cercando i genitori di Bu-Bum diventeranno ben presto amici affrontando insieme tutte le stravaganti situazioni che la guerra produce.

## Doppiaggio
| Personaggio       | Doppiatore italiano |
| ----------------- | ------------------- |
| Bu-Bum/Filippo    | Filippo Lupis       |
| Leoncavallo       | Paolo Marchese      |
| Aurelia           | Perla Liberatori    |
| Cristoforo        | Daniele Raffaeli    |
| Jack              | Stefano Mondini     |
| Giulio Rossellini | Enrico Di Troia     |
| Bernardo          | Mino Caprio         |
| Narratore         | Bruno Alessandro    |

## Personaggi
- Bu-Bum/Filippo: un bambino che ha perso l'uso della parola a seguito di un raid aereo nel quale venne sbalzato fuori dal camion in cui stava fuggendo dalla guerra insieme ai suoi genitori.
- Leoncavallo: un cavallo siciliano, portato nell'Italia Centrale da alcuni soldati.
- Aurelia: una gatta romana agile, astuta e intelligente.
- Cristoforo: un logorroico ed egocentrico pollo toscano scampato dalla pentola.
- Jack: un cane americano paracadutato insieme ai suoi commilitoni che decide poi di aiutare il giovane amico.
- B-17: L'ape che aiuta Mauro come "Ricognizione aerea".
- Viola: Una ragazzina che vive rubando e che cambia radicalmente: dal tradire più volte i suoi amici ad aiutarli nell'impresa di salvataggio.
- Giulio Rossellini: Un maestro elementare che accompagna Bu-Bum per una durata del suo viaggio.
- Bernardo: Un cantastorie smemorato accompagnato dalle sue due oche.